# Портер, Бенджамин Кёртис
Бенджамин Куртис Портер (27 августа 1843, Мельроз, Массачусетс — 2 апреля 1908, Нью-Йорк) — американский живописец.

## Биография
Родился в Мельрозе (штате Массачусетс), образовался первоначально самоучкой и поселился в Бостоне, с блестящим успехом посвятив себя портретной живописи. В 1872, 1875 и 1878 годах предпринял с целью своего усовершенствования поездки в Европу и жил несколько времени в Венеции и Париже; в Европе учился живописи у Альберта Харриса Бикнелла и в Парижской школе. Был избран членом-корреспондентом Национальной академии дизайна в Нью-Йорке в 1878 году и её действительным членом в 1880 году. Скончался в Нью-Йорке. 
Как художник занимался в основном портретной живописью. Из-под его кисти вышло значительное количество портретов его соотечественников, в том числе портрет «Дамы с собакой», получивший общее одобрение на нью-йоркской выставке 1877 года. Он писал также идеальные, преимущественно женские фигуры, в числе которых особенной известностью пользовалась аллегория «Песочные часы».